# Kent Johanssen
Kent Johanssen (né le 30 juin 1970). est un sauteur à ski norvégien.

## Palmarès

### Championnats du monde
| Épreuve / Édition | Val di Fiemme 1991 |
| Petit Tremplin    | Argent             |
| Grand Tremplin    | 24e                |
| Par Equipes       | 4e                 |

### Championnats du monde de vol à ski
| Épreuve / Édition | Kulm 1996 |
| Individuel        | 38e       |

### Coupe du monde
- Meilleur classement final: 21e en 1989.
- Meilleur résultat: 2e.